# Baeodasymyia christopheri
Baeodasymyia christopheri är en tvåvingeart som beskrevs av Art Borkent 1999. Baeodasymyia christopheri ingår i släktet Baeodasymyia och familjen svidknott. Inga underarter finns listade i Catalogue of Life.